# Osman Sabri
Pour les articles homonymes, voir Sabri.
Osman Sabri, ou Sebrî (né le 5 janvier 1905 à Narince, dans le district de Kâhta, province d'Adıyaman, et mort le 11 octobre 1993 à Damas), est un militant politique, poète, et écrivain, ainsi qu'une figure du nationalisme kurde.

## Biographie
Né en 1905 à Narince, il est l'un des fils du chef de la tribu des Mîrdês. En 1925, deux de ses oncles, soupçonnés d'avoir appuyé la révolte de Șêx Said, sont arrêtés, condamnés à mort et pendus à Diyarbakir. Osman Sabri est lui-même emprisonné, mais libéré en 1927. En 1929, il part pour la Syrie. À Damas, il entre en contact avec la ligue Khoybûn, fondée par les frères Bedirxan et d'autres exilés kurdes. Entre 1930 et 1933, il organise plusieurs expéditions militaires de soutien à la révolte de l'Ararat, menée par Ihsan Nûrî Pasha, et aux autres révoltes kurdes contre le pouvoir kémaliste. Mais l'échec des soulèvements le contraint à retourner en Syrie. Là, il participe aux travaux linguistiques et littéraires de l'« École de Damas », qui réunit les intellectuels kurdes autour des frères Bedirxan. Leur objectif est de développer et de renforcer le sentiment national kurde en impulsant une renaissance culturelle kurde. Osman Sabri contribue entre autres aux revues Hawar et Ronahî. En 1944, il occupe un poste de fonctionnaire à Damas. Mais en 1949, il est expulsé du pays par le nouveau gouvernement, qui met fin aux activités du mouvement culturel kurde,.
Le 14 juin 1957, il est l'un des fondateurs du Parti démocratique du Kurdistan de Syrie (PDKS), avec notamment Noureddine Zaza. Dès le début des années 1960, le PDKS vit des dissensions internes. Une première tendance, menée par Noureddine Zaza et Hemîd Hecî Derwish, défend l'idée que le PDKS est une organisation de la société civile, et qu'il doit se limiter aux revendications culturelles et sociales. Osman Sabri, en revanche, s'affirme comme le tenant de la tendance radicale: pour lui le PDKS doit faire partie intégrante de la lutte pour un Kurdistan unifié et indépendant. En 1965, le parti se scinde ouvertement en deux. En 1971, le parti connaîtra une troisième scission. 
En 1969, à la suite d'une condamnation à deux ans de prison, Osman Sabri quitte la direction du PDKS et passe dans la clandestinité. Il est gracié en 1974, mais vit sous surveillance policière jusqu'à sa mort, à Damas, en 1993.
Surnommé « Apo SebrÎ» ou simplement « Apo », Osman Sabri est, au cours de sa vie, condamné deux fois à mort, emprisonné dix-huit fois, passant douze ans derrière les barreaux, torturé à plusieurs reprises, et exilé deux fois, dont une fois à Madagascar par les autorités françaises.

## Œuvres
- Derdên Min, Damas, 1956. [Mes douleurs, recueil d'articles et de contes]
- Elifbêya Tikuz, 1982. [Abécédaire complet]
- Çar Leheng, Damas, 40 p. [Quatre héros]
- Diwana Osman Sebri, 215 s., Stockholm, 1998, 215 p. [Le Dîwan d'Osman Sabri, recueil de poésies]
- Biraninên Osman Sebri, 2003. [Souvenirs]